# Strateole 2
 (novembre 2021).
Strateole 2 est un projet franco-américain dédié à l’étude des phénomènes atmosphériques au niveau de l’équateur terrestre.

## Objectifs
Le projet a pour objectif l'étude des échanges entre la haute troposphère et la basse stratosphère équatoriale.

## Description
Le projet est conduit par le CNES en collaboration avec plusieurs laboratoire de recherche dont le Laboratoire de météorologie dynamique, l'investigateur principal. Il repose sur le lâcher de ballons pressurisés capables de voler plus de trois mois entre 18 et 20 km d’altitude.
Le projet s'organise en trois campagnes de lancement, une campagne probatoire et deux campagnes scientifiques.
Les ballons emportent la nacelle Zephyr qui accueille les différents instruments scientifiques de la mission suivant plusieurs configurations.